# 湊川神社
34°40′52″N 135°10′30″E / 34.681°N 135.175°E
湊川神社（日语：湊川神社）是位在日本兵庫縣神戶市中央區的神社。在地人稱之為。建武中興十五社之一社，舊社格為別格官幣社（現神社本廳的別表神社）。

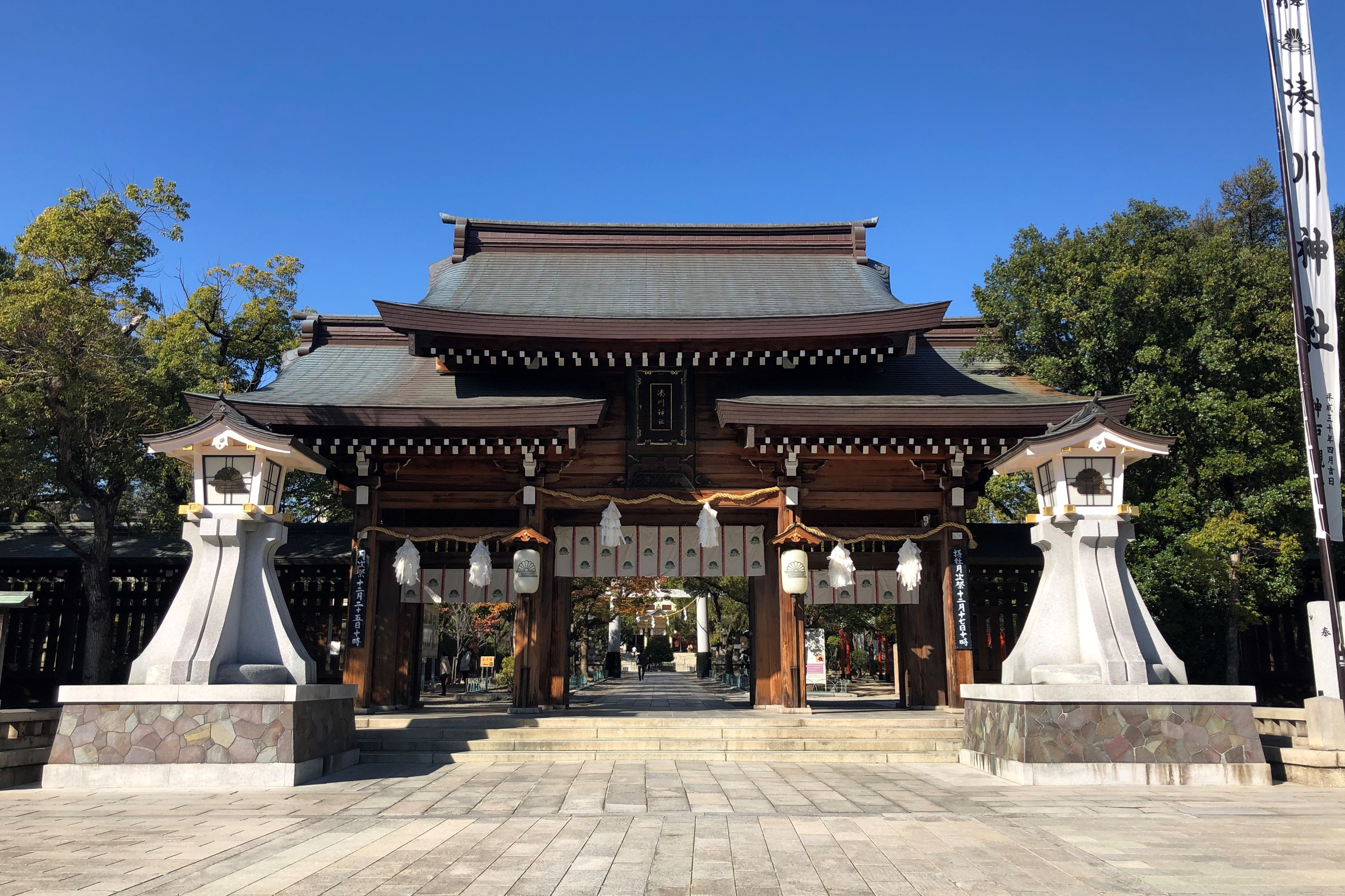
表門

## 概要
延元元年（1336年）5月25日，楠木正成在湊川之地和足利尊氏作戰殉節（湊川之戰）。明治2年（1869年），含墓所・殉節地共7,232坪（現在約7,680坪）定為境內地。明治5年（1872年）5月24日，湊川神社創建。

## 祭神
- 主祭神：贈正一位橘朝臣正成公
- 配祀神：
  - 贈從二位楠木正行卿
  - 贈正三位楠木正季卿
  - 菊池武吉命・江田高次命・伊藤義知命
  - 箕浦朝房命・岡田友治命・矢尾正春命
  - 和田正隆命・神宮寺正師命・橋本正員命
  - 富田正武命・恵美正遠命・河原正次命
  - 宇佐美正安命・三石行隆命・安西正光命
  - 南江正忠命
- 本殿合祀：摂社甘南備神社（祭神：大楠公御夫人滋子刀自命）

## 關連項目
- 建武新政

## 外部連結
- 湊川神社 （页面存档备份，存于）